# موشک دریاپایه

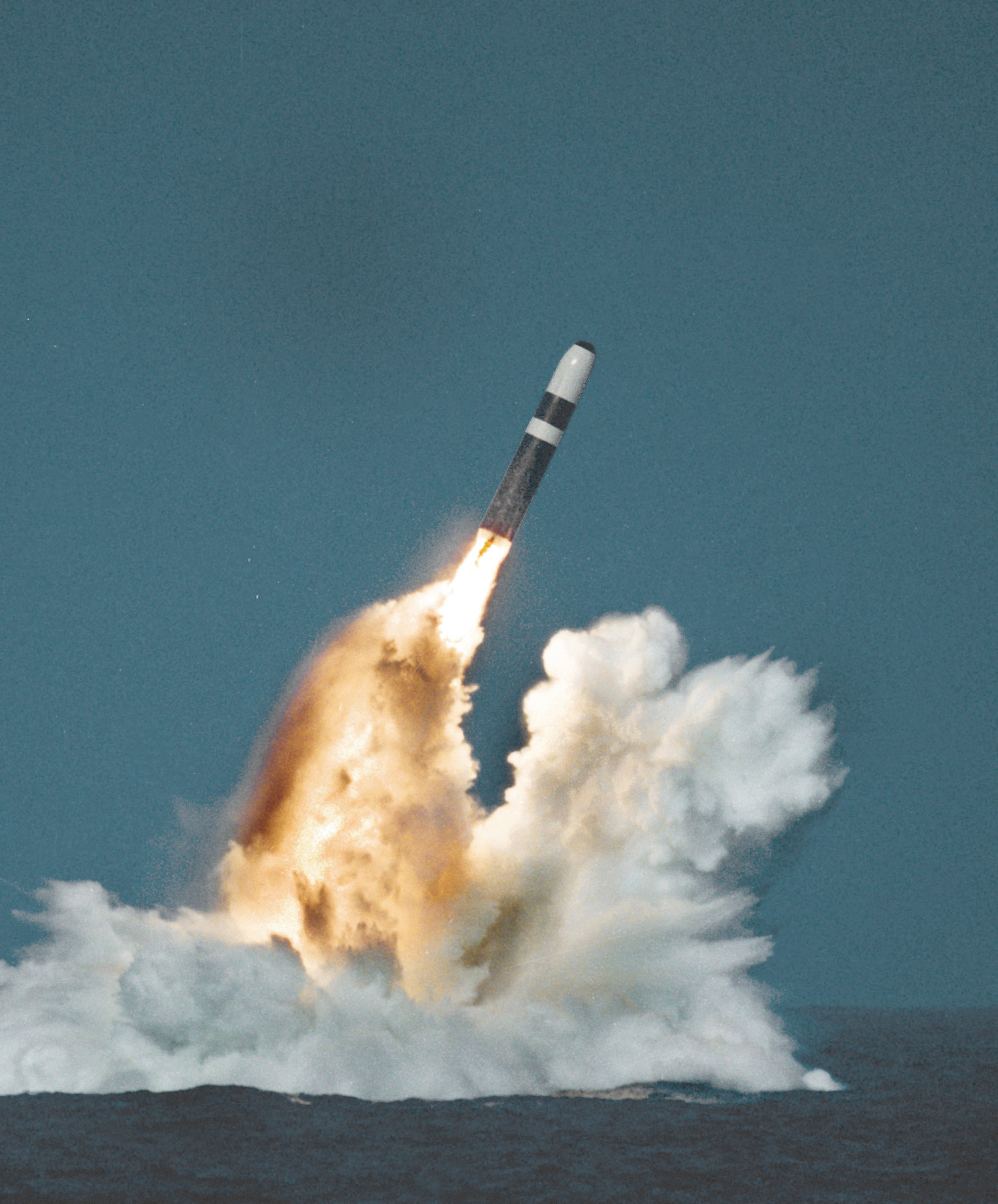
موشک بالستیک قاره‌پیمای ترایدنت ۲.

موشک دریاپایه (SM) گونه‌ای موشک هدایت‌شونده است که از یک زیردریایی پرتاب می‌شود. به موشک‌های دریاپایه، دریاپرتاب هم گفته می‌شود.∗
برخی از موشک‌های دریاپایه را در کپسول‌های پرتابی قرار می‌دهند تا بتوان آن را از راه لوله پرتاب اژدر زیردریایی پرتاب کرد.
بیشتر این‌گونه موشک‌ها نخست با بوستر سوخت جامد پرتاب می‌شوند و پس از خروج از آب موتور توربوفن هوازی خود را روشن می‌کنند.

## انواع موشک‌های دریاپایه
- اگزوسه اس.ام۳۹
- تاماهاک بی‌جی‌ام-۱۰۹
- براهموس